# ماريا تشيارا
ماريا تشيارا (بالإيطالية: Maria Chiara)‏ هي مغنية ومغنية أوبرا إيطالية، ولدت في 24 نوفمبر 1939 في أوديرزو في إيطاليا.

## وصلات خارجية
- ماريا تشيارا على موقع IMDb (الإنجليزية)
- ماريا تشيارا على موقع ميوزك برينز (الإنجليزية)
- ماريا تشيارا على موقع أول ميوزيك (الإنجليزية)
- ماريا تشيارا على موقع ديسكوغز (الإنجليزية)
- ماريا تشيارا على موقع قاعدة بيانات الفيلم (الإنجليزية)